# 神経がワレル暑い夜
「神経がワレル暑い夜」は、日本のバンドPIERROTの、メジャーで発売された7枚目のシングル。

## 概要
本作は同じ楽曲のメロディに、異なる歌詞・異なるアレンジを乗せて、時間の経過という表現を試みた意欲作。
1曲目の「神経がワレル暑い夜」と、2曲目の「神経がワレタ寒い夜」がこの試みに該当する。
3曲目の「＊自主規制」は、インディーズ時代にライブ会場で無料配布され、以降入手困難な音源となっていた「HAKEN KREUZ」の再録である。
「＊自主規制」とはタイトルでは無く、HAKEN KREUZとはナチスのシンボルマークの事であり、特に欧米では公共の場での掲示、使用を法律で禁止している国もあるので、自主的に規制したという意味である。
同作リリース後にNHK「POP JAM」に出演した際には「神経がワレル暑い夜」が演奏された。

## 収録曲
1. 神経がワレル暑い夜 
(作詞：キリト　作曲：キリト)
2. 神経がワレタ寒い夜
(作詞：キリト　作曲：キリト)
3. ＊自主規制
(作詞：キリト　作曲：キリト)
一部、歌詞に規制音が使用されている。